# Classificação climática de Alisov

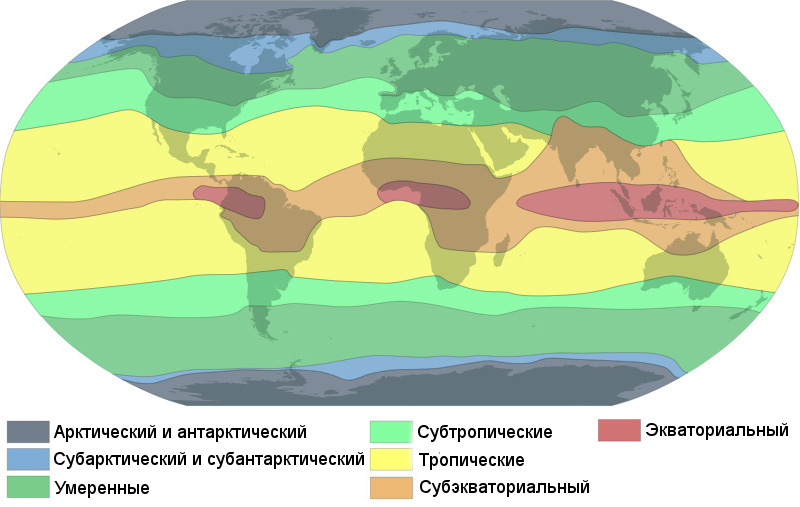
Cinturões climáticos conforme Alisov

A Classificação climática de Alisov, foi desevolvida pelo geógrafo e climatólogo Boris Pavlovich Alisov entre as décadas de 1930 e 1950. Trata-se de uma classificação genética, baseada principalmente na observação da distribuição e atuação das massas de ar. É considerada a primeira classificação climática baseada no conceito de massas de ar.

## Estrutura Geral da Classificação
Na classificação de Alisov, o planeta Terra é dividido em sete cinturões climáticos com mesmo regime de atuação de massas de ar: equatorial, subequatorial (ou equatorial de Monção), tropical, subtropical, temperado, subpolar (subártico e subatártico) e polar (ártico e antártico).

### Cinturão Equatorial
É considerada a região de origem das massas equatoriais. Está localizado entre o equador e a posição da Zona de Convergência Intertropical (ZCIT) na estação em que o sol está mais baixo.

### Cinturão Subequatorial
Localizado entre as posições da ZCIT na estação em que o sol está mais alto. Inclui as áreas subequatoriais onde alternam circulações marítimas e continentais, chamadas áreas de Monções.

### Cinturões Tropicais
São dois, um no hemisfério norte e outro no hemisfério sul. Localizam-se entre a posição de verão da ZCIT e a posição de inverno da Frente Polar. São ocupados de forma permanente pelas massas de ar tropicais.

### Cinturões Temperados
São dois, um no hemisfério norte e outro no hemisfério sul. Localizam-se entre as posições de verão da Frente Polar e posições de inverno das frentes do ártico (no hemisfério norte) e da antártica (no hemisfério sul). São dominados pelas massas polares durante todo o ano.

### Cinturões Subártico e Subantártico
Estão localizados entre as posições sazonais das frentes do ártico e da antártica. São dominados pela massa polar no verão e pela frente ártica/antártica no inverno.

### Cinturões Ártico e Antártico
Estão localizados nas proximidades dos polos geográficos, sendo dominados pelas massas árticas/antárticas todo o ano.